# Облога Хотина (1769)
Облога Хотина — етап російсько-турецької війни 1768—1774 рр.

## Передумови

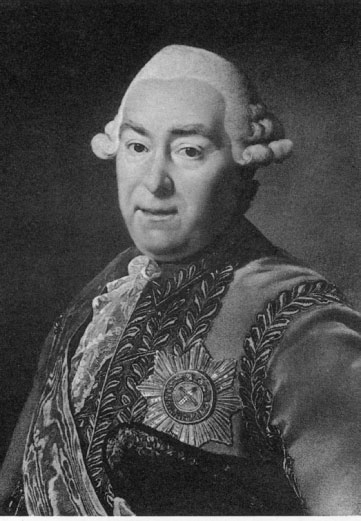
Російський полководець князь Голіцин, який обложив Хотин

Приводом до війни Османської імперії та Російської імперії, крім бажання обох імперій домінувати на Чорному морі, стала боротьба за вплив на Польщу. Османська імперія занепокоєна посиленням
позицій Росії в Речі Посполитій, де в 1764 р., не без російського впливу, на короля було обрано Станіслава-Авґуста Понятовського, у 1768 р. зажадала від
Росії вивести з Польщі свої війська, що діяли проти сил Барської конфедерації. Проте Росія відхилила ці вимоги. Російський демарш дав підстави Османській імперії, підтриманій Австрією і Францією, 25 вересня (8 жовтня) 1768 року оголосити Росії війну.
Напередодні війни на Європейській території у головній османський армії загалом було 254 900 солдатів, без урахування прикордонних загонів. 14200 солдатів охороняли Очаків, Хотинський гарнізон 3100 солдатів, для оборони Криму задіяно 24000 солдатів, допоміжні сили кримського хана 2000 солдатів. Під командуванням бендерського полководця було 15000 солдатів. 
Першою широкомасштабною військовою операцією було вторгнення кримського хана Кирима Ґерая на південь Росії в лютому 1769 року. У Криму було оголошено мобілізацію, і було створено три окремі армії: армія Нуреддіна складалася з 40 000 чоловік і рухалася в напрямку Донеччини. Військо Калгая налічувало 60 000 чоловік і рухалося лівим берегом Дністра, а ханське військо складалося з 100 000 вояків і безпосередньо проникало в Україну. Барон де Тотт також стверджує, що до ханського війська приєдналися загони ногайців, близько 30 000 осіб
воїнів. Були також 10000 османських сипахів, надісланих султаном для підтримки хана. Незважаючи на суворість зими і численні втрати солдатів і коней, ці три окремі армії вони проникли на 350-400 кілометрів углиб України аж до польських територій.
З іншого боку, Російська імперія, завершивши підготовку до війни, зібрала три армії. 1-ша кількістю 60 000 чоловік під командуванням Олександра Голіцина на Поділлі, 2-га з 30 000 чоловік під командуванням Петра Рум'янцева між Очаковим та Азовським морем, 15 000 чоловік під командуванням Ваймара в регіонах поблизу Польщі та 3-тя, складалася з 30 000 чоловік під командуванням генерала Медема в північно-східному регіоні Чорного моря.

## Облога

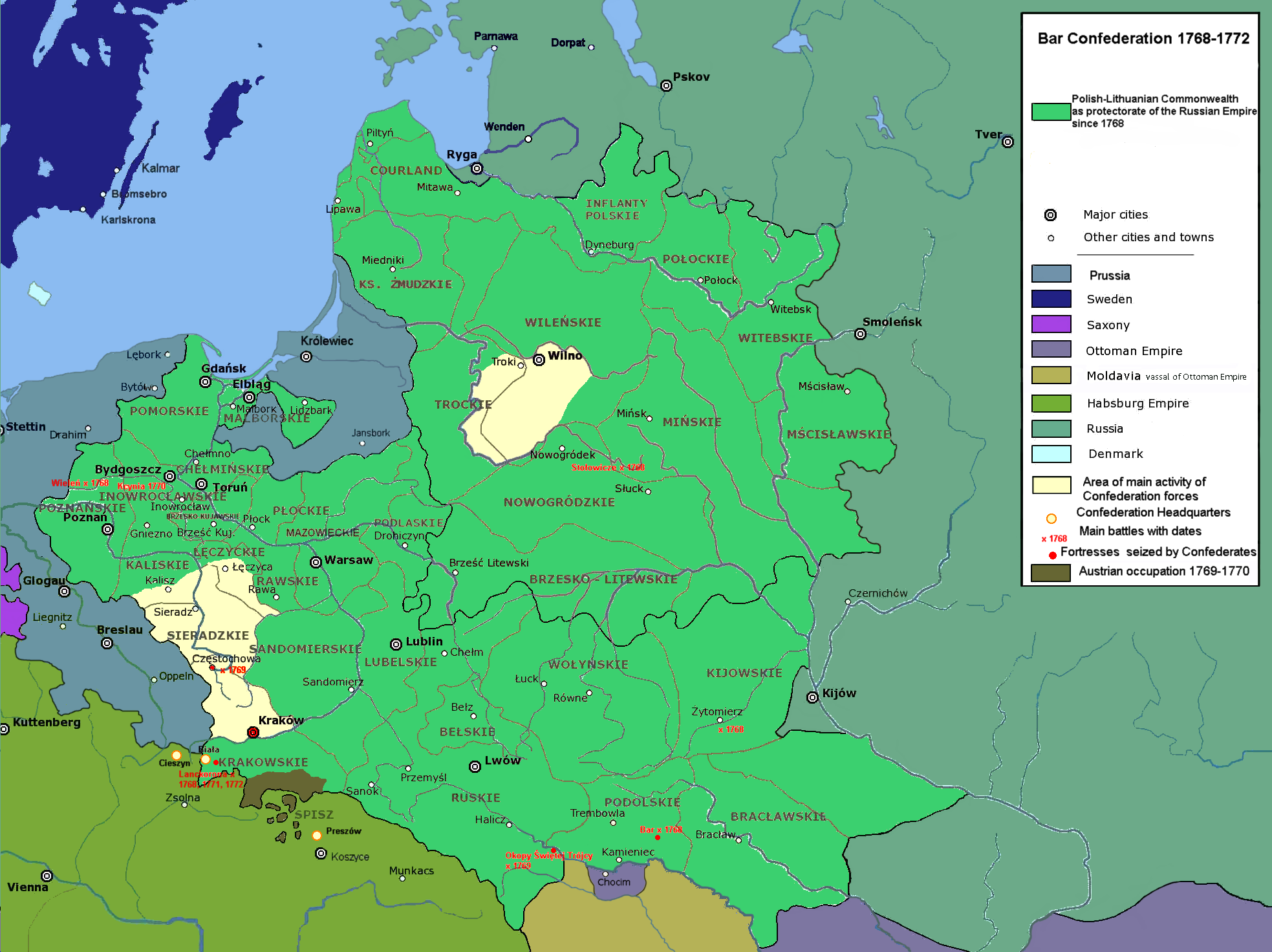
Османська імперія, Російська імперія та Королівство Польське, яке перебувало під захистом Росії, у 1769 році.

### Перша облога
Коли у квітні перша російська армія під командуванням князя Голіцина 15 квітня 1769 форсувала Дністер і рушила до турецької фортеці Хотин, османська армія під командуванням великого візира Ягликчизаде Мехмеда Емін-паші рухалася зі Стамбула до берегів Дунаю. Тому, окрім гарнізону під командуванням Четеджі Єгена Хасан-паші, не було жодної сили, здатної протистояти цій великій російській армії. З іншого боку, зі своєчасним прибуттям Ахискали Хасан-паші, мутасаріфа Салонік, з корпусом підкріплення в 20 000 чоловік, була зібрана сила, яка могла протистояти росіянам. У дні, коли росіяни готувалися до нападу, гарнізон замку вбив командувача Єгена Хасан-пашу і обрав Кахраман-пашу своїм командувачем.
30 квітня 1769 року російська армія пішла в наступ. Після трьох днів боїв російська армія зазнала великих втрат і 2 травня була змушена відступити на інший берег Дністра, в очікуванні підвезення запасів та підкріплення.

### Прибуття османської армії
Великий візир Ягликчизаде Мехмед Емін-паша переніс свою штаб-квартиру з Бабадагу на узбережжі Дунаю до Ісакчі на початку травня, де протягом 20 днів працював над підготовкою до наступу. Після цього на військовій раді було вирішено, що армія буде наступати, переправившись через Дунай. Османська армія переправилася через Дунай на річкових суднах в районі Ісакчі і досягла Орлиної рівнини в долині річки Ларга, а 1 червня в Хантепесі (регіон був названий так на честь того, що Мехмед IV заснував на цьому пагорбі свою штаб-квартиру під час облоги Кам'янця-Подільського) був створени й табір.
Поки османська армія перебувала в Хантепесі, Потоцький, посол Барської конфедерації в Польщі, яка чинила опір росіянам, з'явився до великого візира Мехмеда Емін-паші. Під час зустрічі, каді Абдулла-ефенді зачитав фетву про те, що Річ Посполита, яка підпорядковувалась Росії, вважається ворогом, а посол Потоцький зобов'язався від імені Конфедерації поставити османській армії зерно для 60 тис. осіб.
Потім османська армія рушила до Бендер і створила штаб-квартиру у Яссах (9 червня). На місце загиблого Саризаде Мехмед-паші, захисника Бендер, був призначений Ельхак Алі-паша, а Молдованджи Алі-паша був призначений керівником окремого корпусу відправленого на захист Хотина. Крім того, кримський хан Девлет IV Ґерай був призваний на допомогу.

### Друга облога
Катерина II була незадоволена діями Голіцина і відправила рескрипт з вимогою повернення армії під Хотин. На початку липня Голіцин вдруге переправився через Дністер, розбив загони турків при Пашківцях і підійшов до Хотина. Спроба кавалерійських підрозділів османської армії зупинити російську армію, поставивши загороди з кілками, не увінчалася успіхом. Не маючи можливості вести правильну облогу через брак облогової артилерії, Голіцин здійснив блокаду фортеці, щоб голодом змусити гарнізон до здачі. З цією метою генерал Ренненкампф із частиною армії залишений був проти фортеці, на лівій стороні Дністра; головні сили були розташовані праворуч річки, вище Хотина, а нижче фортеці, з того боку, звідки гарнізон міг очікувати підкріплень, був поставлений загін генерал-майора князя Прозоровського.
Тим часом великий візир Магомед-паша не наважився йти сам до Хотина, а наказав 25-тисячній армії під командуванням Девлет Ґерай, що стояв з татарським ополченням у Бендер, рушити на допомогу обложеної фортеці.
22 липня хан Девлет Ґерай, з 25 тисячами людей, з'явився перед блокадним корпусом і атакував його одночасно з вилазкою гарнізону, але Голіцин відбив напад численного татарського війська, застав хана відступити до Липчан на Пруті.
25 липня війська Молдованджи Алі-паша, бейлербея Абаза Мехмед-паші та Джаніклі Алі-бея приєдналися до війська кримського хана біля Липчан, під загальним командуванням Молдованджи, та вирушили до Хотина. Отримавши звістку про посилення ворога у Липчан, князь Голіцин стягнув до головних сил усі загони Просоровського і генерала Ренненкампа, та відбив напад. 1 серпня він зібрав військову раду, на якій було вирішено знову йти за Дністер. З цією метою 2 серпня війська були переведені по понтонному мосту, встановленому за кілька верст вище Хотина, на лівий бік річки, і розташувалися спочатку за десять, а потім за чотири версти від фортеці.
Однак через опір османської армії російська армія почала зазнавати втрат. 13 серпня 1769 року російська армія, відійшла назад і повернулася на північний берег Дністра. Османи не могли розвинути успіх та слідувати за російською армією, оскільки через річку не було мосту.
Вторинний відступ через Дністер викликав сильне роздратування в Петербурзі, тим більше що весь липень Голіцин слав донесення про успіхи. Терпіння Катерини зникло, і 13 серпня князю Голіцину було наказано залишити армію, до командування якої мав вступити генерал-аншеф граф Румянцев-Задунайский.

## Після облоги
У другій половині серпня Молдованджи Алі-паша, який отримав звання великого візира після відкидання російської армії під Хотином (попередній великий візир Ягликчизаде Мехмед Емін-паша був відкликаний через його бездіяльність на фронті та був страчений у Дідімотейхо 12 серпня 1769 року) перейшов до активних дій, прагнучи форсувати Дністер і прорватися до Поділля.
Незважаючи на протидію російських загонів, туркам вдалося спорудити переправу. 29 серпня війська Молдаванджі-паші переправилися через Дністер та атакували позиції Голіцина. Вирішальну роль у цій битві у Рачівського лісу, яка тривала понад 12 годин, зіграла артилерія 1-ї армії під командуванням полковника П. І. Мелессіно. Внаслідок її вогню турки, втративши 3 тисячі вбитих, були змушені відійти назад за річку. Втрати росіян 182 убитих і 337 поранених, крім того, росіяни взяли 10 прапорів.
На початку вересня Молдаванджі-паша через брак продовольства вирішив зробити рейди за Дністер для збору фуражу силами окремих загонів (від 5 до 12 тисяч осіб). 6 вересня 12-тисячний загін паші Орай Кут, відправлений за Дністер, спробував закріпитися на правому березі. У ході жорстокого бою він був розгромлений, втративши кілька тисяч осіб. Втрата росіян — понад 600 чол.
Провал спроб наступу та брак продовольства деморалізували турецьку армію. З 9 по 17 вересня вона залишила Хотин і відступила до Ясс. Покинули Молдавію й війська кримського хана. Після цієї поразки гарнізон Хотинського замку покинув замок, і російська армія 18 вересня за турецькими даними без бою увійшла до Хотина. За російським даними Хотин був узятий 10 вересня.

## Наслідки
Після перемог османської армії в облозі Хотина султан Мустафа III отримав титул Газі, однак у наступні роки, через невдалий перебіг війни, згадка про нього з цим титулом у проповіді, прочитаній під час саляму в мечеті Святої Софії, викликала гучний протест деяких дервішів, зокрема Мевлевіса (2 лютого 1771 року).
Молдованджи Алі-паша, що пробув великим візиром протягом чотирьох місяців і одного дня, був звільнений 12 грудня 1769 року після його поразки під Каманіче та безладного відходу з армією.